# Jan Baptist Weenix
Jan Baptist Weenix (Amsterdam, 10 d'octubre de 1621 - Vleuten, Utrecht, 3 de novembre de 1660) fou un pintor neerlandès, que va pertànyer a l'Edat d'Or holandesa.
Malgrat la seva carrera relativament breu, va ser un pintor molt productiu i versàtil. Els seus temes favorits van ser paisatges italians amb figures entre ruïnes, vistes de la costa, i, més endavant, grans natures mortes de caça morta o gossos. Va ser el responsable principal d'introduir l'escena de badia italiana a l'art holandès, en quadres de mida mitjana, amb un grup de figures a primer pla.

## Biografia
Weenix era fill d'un arquitecte i va néixer a prop de la badia d'Amsterdam. No podia parlar bé, aparentment a causa d'unes circumstàncies mèdiques. Perquè li agradava molt llegir llibres, la seva mare el va enviar a un llibreter, qui no era capaç de manejar-ho. Dibuixava quan podia, segons el seu fill Jan Weenix, qui va contar la història a Arnold Houbraken.
Va estudiar primer amb Jan Micker, després a Utrecht amb Abraham Bloemaert, i més tard de tornada a Amsterdam amb Claes Cornelisz Moeyaert. El 1643 Weenix va viatjar a Roma amb Nicolaes Berchem. Havia deixat la seva casa secretament, però la seva esposa, la filla de Gillis d'Hondecoeter, li va seguir la pista fins a Rotterdam. Després se'l va permetre estar en l'estranger durant quatre mesos. A Roma es va fer membre dels Bentvueghels («Ocells d'una ploma»), societat d'artistes en la seva majoria holandesos i flamencs actius a Roma des de prop de l'any 1620 fins a 1720. També eren coneguts com a Schildersbent («camarilla de pintors»). Va ser molt estimat i va treballar per al papa Innocenci X. Finalment va regressar a Amsterdam després de quatre anys; la seva esposa havia rebutjat acompanyar-ho a Roma.
El 1649 es va fer mestre de la guilda de Sant Lluc a Utrecht i també va pintar un retrat de René Descartes, en el que el filòsof apareix sostenint un llibre en el qual es llegeix «Mundus est fabula». Quan el seu cunyat Gijsbert d'Hondecoeter va morir, va ensenyar al seu nebot Melchior d'Hondecoeter, junt amb el seu propi fill Jan Weenix. Es va traslladar a un castell als afores d'Utrecht, per concentrar-se a la seva obra o per raons de salut, on probablement va morir en la pobresa.

## Obra
Va pintar unes poques escenes religioses, un dels escassos exemplars d'aquesta és Jacob i Esaú a la Gemäldegalerie Alte Meister a Dresden). A la National Gallery de Londres, està una Escena de caça, i a Glasgow es pot veure una pintura característica de ruïnes. Weenix està representat en quasi la major part de les principals galeries del continent europeu, destacant a Múnic, Viena, Berlín, Amsterdam i Sant Petersburg.

## Galeria

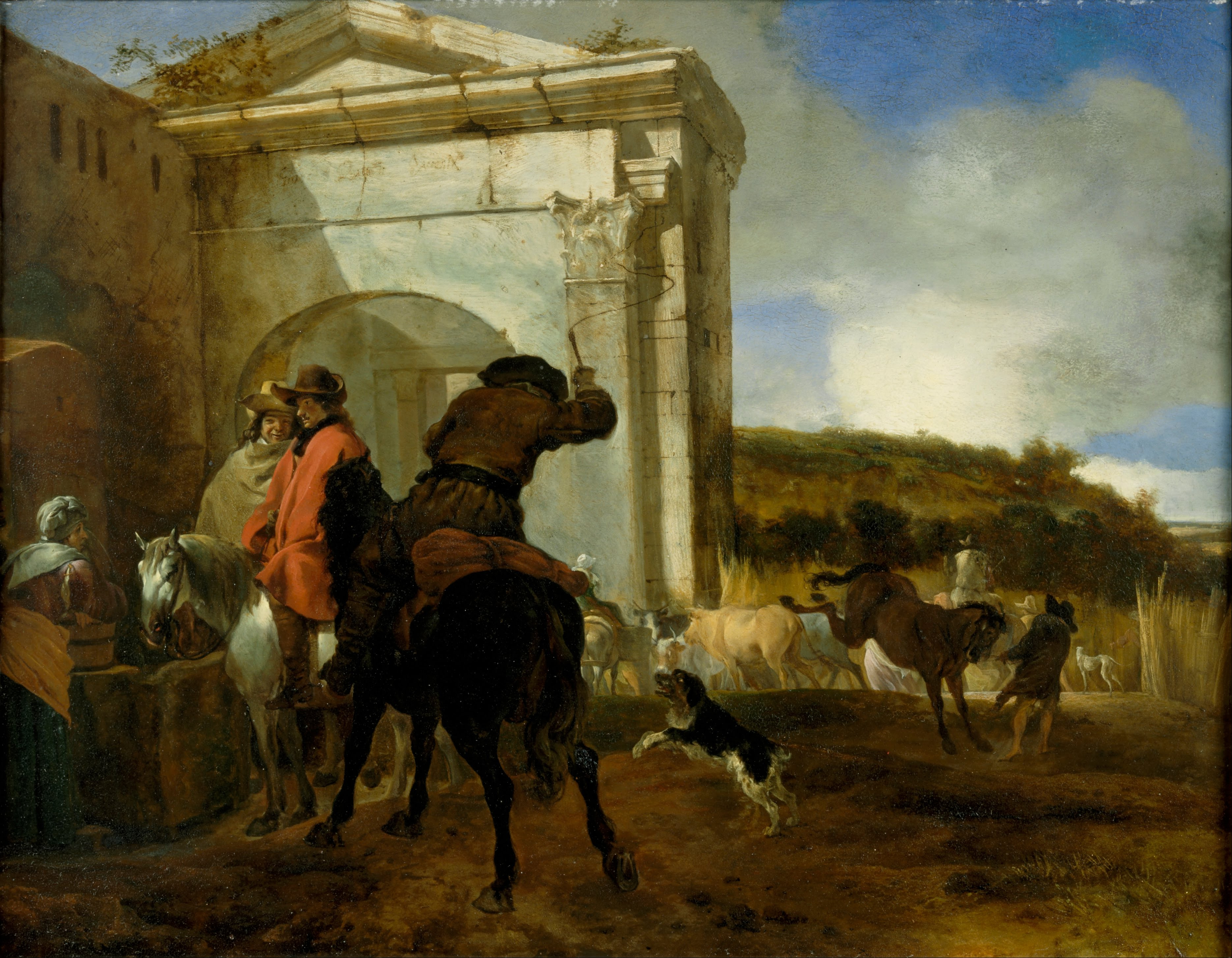
Paisatge italià amb genets (c.1657).
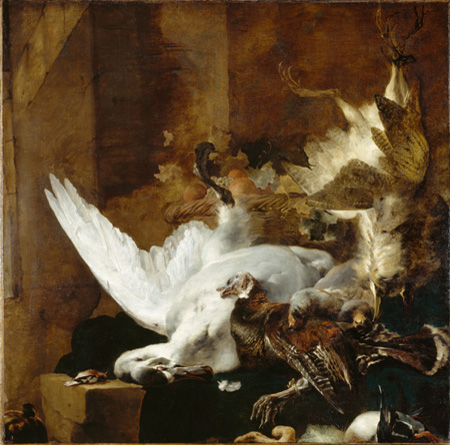
Natura morta (c.1651).
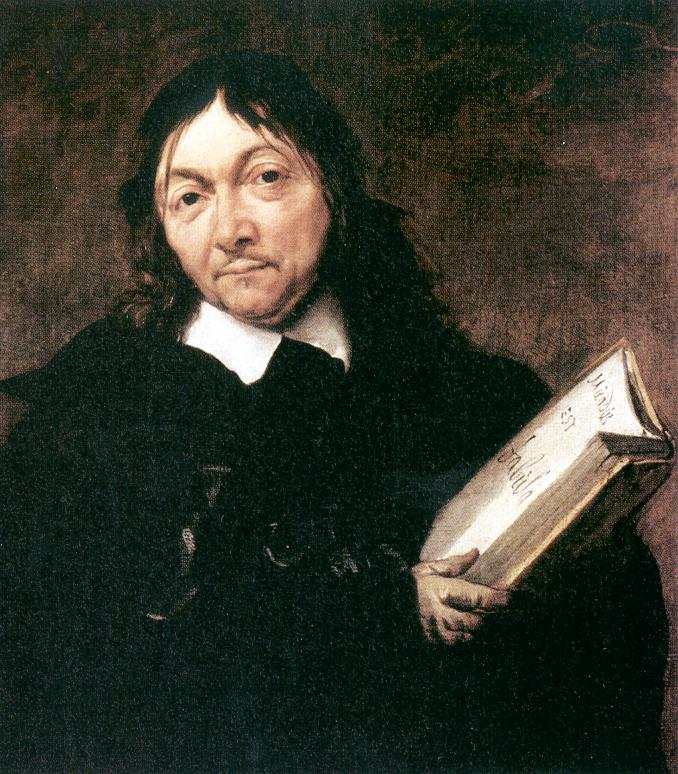
Retrat de Descartes (1647-1649).
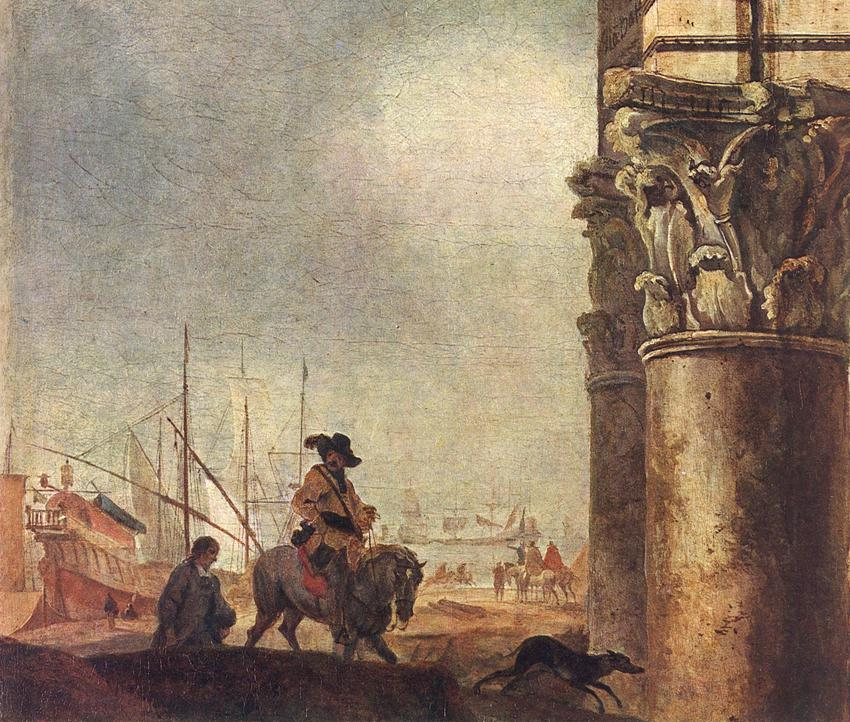
Detall de Ruïnes antigas (primera meitat del segle XVII).